# Cens caché
Pour les articles homonymes, voir Cens.
Le cens caché est un concept de science politique et de sociologie politique qui désigne la transformation de facto d'un système de suffrage universel en un suffrage censitaire par l'auto-exclusion des catégories les moins dotées en capital culturel et en compétence politique de la population. Il a été créé par Daniel Gaxie dans Le Cens caché (1978).

## Concept
Le cens caché évoque les formes cachées d'exclusion du politique et de la participation politique par les citoyens et les électeurs eux-mêmes dans les systèmes démocratiques contemporains. Elle témoigne d'une inégale maîtrise des instruments de la politique, tels que le fait de s'inscrire au bon bureau de vote, d'aller voter, de prendre la parole en public, etc.
Les citoyens qui s'auto-excluent le plus des processus démocratiques sont ainsi ceux qui disposent d'une perception de leur compétence politique comme faible, ou qui disposent d'une compétence politique faible. Si le suffrage est universel de jure, il devient comme censitaire de facto, par l'exclusion et l'auto-exclusion du vote. Daniel Gaxie conclut que, du fait de la persistance d'inégalités dans toute société, « toute représentation politique s'accompagne de la dépossession politique des représentés » qui disposent du moins de capitaux culturels. Pour François Châtelet et Évelyne Pisier, l'exclusion de facto de ces franges de la population constitue une « mauvaise conscience permanente de l’État gérant ». 
Les termes de cens cachés ont aussi été utilisés en science politique pour désigner des restrictions au suffrage qui le rendent indirectement censitaire. Ainsi, dans la France du XIXe siècle, la restriction du vote qui excluait ou bien les analphabètes, ou bien ceux qui ne disposaient pas d'une adresse fixe depuis plusieurs années, était un cens caché.